# Perros del fin del mundo
 Perros del fin del mundo es una película de Argentina filmada en colores dirigida por Juan Dickinson sobre su propio guion que se estrenó el 4 de julio de 2019 y que tiene como tema el peligro de los perros cimarrones en la isla de Tierra del Fuego.

## Sinopsis
La amenaza de los perros cimarrones sobre las personas y la cultura de Tierra del Fuego.

## Críticas
Paula Vázquez Prieto en La Nación opinó:

”…toma…como eje...la aparición de jaurías de perros asilvestrados que atacan el ganado ovino y a la población del lugar. La puesta en escena, atenta a equilibrar las voces que alertan sobre el suceso y reflexionan sobre peligros y soluciones, queda adherida a ese espíritu de denuncia. Sin embargo, en su trasfondo, casi a pesar del punto de vista elegido, se perfilan esas misteriosas figuras caninas. Las imágenes que mejor captan esa indomable presencia son las de las cámaras instaladas en los campos que muestran a las jaurías en movimiento. Allí el cine cobra vida, cuando detrás de lo que se cuenta se vislumbra la verdadera acción.”